# Nage (Lebensmittel)
Nage (französisch, auch a la nage) bezeichnet die schwimmende Zubereitung von Speisefisch, Krusten- und Schalentieren in einer abgeschmeckten Garflüssigkeit. Ebenso wird die Anrichteweise in dieser Garflüssigkeit so bezeichnet. Das verwendete Gemüse wird vielfach mitserviert.
Die Flüssigkeit besteht traditionell aus einer Brühe, der Weißwein, Gemüse und Kräuter, manchmal auch weitere Zutaten, z. B. Tomaten, hinzugefügt werden. Anschließend wird sie reduziert (eingekocht) und mit Sahne und/oder Butter gebunden.